# Mesoleptus oligomerus
Mesoleptus oligomerus là một loài tò vò trong họ Ichneumonidae.